# 1806 en mathématiques
| Années des mathématiques : 1803 - 1804 - 1805 - 1806 - 1807 - 1808 - 1809    |
| Décennies des mathématiques : 1770 - 1780 - 1790 - 1800 - 1810 - 1820 - 1830 |

Cet article présente les faits marquants de l'année 1806 en mathématiques.

## Naissances
- 31 mars : Thomas Kirkman (mort en 1895), mathématicien britannique.
- 27 juin : Auguste De Morgan (mort en 1871), mathématicien et logicien britannique.
- 10 août : Julius Weisbach (mort en 1871), mathématicien et ingénieur allemand.
- 16 septembre : Ernest Lamarle (mort en 1875), mathématicien français.

## Décès
- 2 mars : Germain Lenormand (né en 1742), mathématicien et éducateur français.
- 9 octobre : Benjamin Banneker (né en 1731), astronome, mathématicien, fabricant d'horloges et éditeur américain.